# 백운학
백운학(1962년 ~ 현재)은 대한민국의 영화 감독이다.

## 학력
- 중앙대학교 연극영화학 (졸업)

## 참여작

### 감독/각본
- 2003년 《튜브》
- 2015년 《악의 연대기》

### 조감독
- 1999년 《쉬리》
- 1996년 《채널 식스 나인》